# Gaadhiffushi (Thaa-atol)
Gaadhiffushi is een van de bewoonde eilanden van het Thaa-atol behorende tot de Maldiven.

## Demografie
Gaadhiffushi telt (stand maart 2007) 300 vrouwen en 301 mannen.